# Superliga de voleibol 2022-23
La Superliga Masculina de Voleibol de España 2022-23 (también conocida como SVM o Superliga) es la 59ª edición de la máxima categoría del voleibol español. Esta edición de la Superliga Masculina de Voleibol consta de dos fases: la liga regular y los Play Offs por el título. El torneo lo organiza la Real Federación Española de Voleibol (RFEVb) contando con un total de 12 equipos que lo disputan.

## Sistema de competición
Consta de un grupo único integrado por doce clubes de toda la geografía española. Primero, siguiendo un sistema de liga regular, los doce equipos se enfrentan todos contra todos en dos ocasiones, una en campo propio y otra en campo contrario, sumando un total de 22 jornadas. El orden de los encuentros se decide por sorteo antes de empezar la competición. La clasificación final se establece teniendo en cuenta los puntos obtenidos en cada enfrentamiento, a razón de tres por partido ganado con un resultado de 3-1 o 3-0, dos por partido ganado por 3-2, uno por partido perdido por 2-3 y ninguno en caso de perder por 1-3 o 0-3.
Los equipos que perderían la categoría son los dos últimos, es decir, los que estén en la decimoprimera y en la decimosegunda posición. Estos equipos, competirían el año siguiente en Superliga 2.
Clasificación para la LXXII Copa del Rey
La RFEVB da la posibilidad de clasificarse para la Copa del Rey de Voleibol a los equipos que ocupan las 7 primeras plazas de la clasificación al finalizar la primera vuelta (13 partidos) y al equipo organizador, o en el caso de que no haya a los 8 primeros en la primera vuelta, de participar en la Copa del Rey de Voleibol 2022.
Clasificación para competiciones continentales
La CEV otorga a la Superliga española 2 plazas de clasificación para competiciones continentales, que se distribuyen de la siguiente forma:
- El campeón de los Play Offs y por lo tanto de la Superliga acceden a disputar la tercera ronda de clasificación a CEV Champions League. En caso de perder, jugaría los sesenta y cuatroavos de final de la CEV Cup.
- El subcampeón de la Superliga accede a disputar los treintaidosavos de final de la Challenge Cup.

Calendario regular de la competición
El calendario de la liga regular de la edición de la Superliga fue publicado el 13 de julio de 2022 donde se pudo ver las fechas en las que los doce equipos jugarían todas y cada una de las jornadas de la competición.
Nota: Estas reglas solo son aplicables a la temporada actual, ya que pueden variar de un año a otro. Por lo tanto, no se deben tener en cuenta los casos de temporadas anteriores ni posteriores.

## Equipos participantes

### Equipos por comunidad autónoma
| N.° | Comunidad autónoma         | Equipos                                    |
| --- | -------------------------- | ------------------------------------------ |
| 2   | Islas Baleares             | Club Voleibol Palma y C.V. Manacor         |
| 2   | Galicia                    | Arenal Emevé y Cabo de Cruz Boiro Voleibol |
| 1   | Comunidad Valenciana       | Léleman Conqueridor Valencia               |
| 1   | Aragón                     | Club Voleibol Teruel                       |
| 1   | Castilla y León            | C.D. Voleibol Río Duero Soria              |
| 1   | Andalucía                  | Club Voleibol Almería                      |
| 1   | Ciudad Autónoma de Melilla | C.V. Melilla                               |
| 1   | Islas Canarias             | Club Voleibol Guaguas                      |
| 1   | Cataluña                   | FCB Voleibol                               |
| 1   | Cantabria                  | Vóley Textil Santanderina                  |

### Ascensos y descensos
Un total de 12 equipos disputan la Superliga: los 10 clasificados de la Superliga masculina de voleibol de España 2020-21 y los finalistas de la Superliga 2 Masculina de Voleibol de España 2020-21.
| Pos. | Descendidos de Superliga |
| ---- | ------------------------ |
| 11.º | Aldebarán San Sadurniño  |
| 12.º | UD Ibiza Ushuaïa         |

| Pos. | Ascendidos de Superliga 2 |
| ---- | ------------------------- |
| 1.º  | FCB Voleibol              |
| 2.º  | Textil Santanderina       |

### Información de los equipos
| Equipo                         | Nombre en competición        | Sede                       | Comunidad autónoma   | Entrenador                      | Pabellón                                | Capacidad | Proveedor           |
| ------------------------------ | ---------------------------- | -------------------------- | -------------------- | ------------------------------- | --------------------------------------- | --------- | ------------------- |
| C.V. Melilla                   | Melilla Sport Capital        | Melilla                    | Melilla              | Salim Abdelkader                | Pabellón Javier Imbroda                 | 2.900     | Rasán               |
| Club Voleibol Palma            | Fenie Energía Voley Palma    | Palma de Mallorca          | Islas Baleares       | Abel Bernal                     | Palacio Municipal de Deportes Son Moix  | 5.076     | Hummel              |
| Club Voleibol Teruel           | Pamesa Teruel Voleibol       | Teruel                     | Aragón               | Máximo Torcello                 | Pabellón Municipal Los Planos           | 4.000     | Mercury             |
| Club Voleibol Emevé            | Arenal Emevé                 | Lugo                       | Galicia              | José Valle                      | Pabellón Municipal de Lugo              | 2.500     | Hummel              |
| Club Polideportivo Conqueridor | Léleman Conqueridor Valencia | Valencia                   | Comunidad Valenciana | Fabio Muraco                    | Polideportivo UPV                       | 300       | Luanvi              |
| C.D. Voleibol Río Duero Soria  | Río Duero Soria              | Soria                      | Castilla y León      | Luís Alberto Toribio            | Pabellón Polideportivo de Los Pajaritos | 1.200     | Sport Tech          |
| C.V. Manacor                   | Conectabalear CV Manacor     | Manacor                    | Islas Baleares       | Luis Enrique Molada Miró        | Na Capellera                            | 900       | Hummel              |
| FC Barcelona Voleibol          | Barça Voleibol               | Barcelona                  | Cataluña             | Fredinson Mosquera              | Parc Esportiu Llobregat                 | 2.500     | Nike                |
| Club Voleibol Almería          | Unicaja Costa de Almería     | Almería                    | Andalucía            | Manuel Berenguel                | Pabellón Moisés Ruiz                    | 2.000     | Joma                |
| C.D.V. Textil Santanderina     | Voley Textil Santanderina    | Cabezón de la Sal          | Cantabria            | Marcelo De Stefano              | Pabellón Municipal Matilde la Torre     | 1.100     | Textil Santanderina |
| Club Voleibol Guaguas          | CV Guaguas                   | Las Palmas de Gran Canaria | Canarias             | Raúl Rocha Vinagre              | Centro Insular de Deportes              | 5.200     | Luanvi              |
| Cabo de Cruz Boiro Voleibol    | Rotagal Boiro                | Boiro                      | Galicia              | Emilio Gervasio Palacio Álvarez | Pabellón A Cachada                      | 400       | Erreà               |

## Clasificación
|                                                                                                  | Equipo                       | Puntos | J  | G3 | G2 | P1 | P0 | SF | SC | PF   | PC   |
| ------------------------------------------------------------------------------------------------ | ---------------------------- | ------ | -- | -- | -- | -- | -- | -- | -- | ---- | ---- |
| 1                                                                                                | C. V. Guaguas                | 66     | 22 | 22 | 0  | 0  | 0  | 66 | 7  | 1811 | 1367 |
| 2                                                                                                | Río Duero Soria              | 53     | 22 | 17 | 1  | 0  | 4  | 58 | 20 | 1858 | 1662 |
| 3                                                                                                | Pamesa Teruel V.             | 48     | 22 | 15 | 1  | 1  | 5  | 51 | 24 | 1751 | 1581 |
| 4                                                                                                | Melilla Sport Capital        | 45     | 22 | 14 | 1  | 1  | 6  | 51 | 28 | 1855 | 1677 |
| 5                                                                                                | Leleman Conqueridor Valencia | 41     | 22 | 11 | 3  | 2  | 6  | 48 | 35 | 1880 | 1821 |
| 6                                                                                                | C. V. Almería                | 36     | 22 | 11 | 1  | 1  | 9  | 43 | 34 | 1781 | 1720 |
| 7                                                                                                | Barça V.                     | 30     | 22 | 9  | 1  | 1  | 11 | 35 | 41 | 1718 | 1743 |
| 8                                                                                                | Arenal Emevé                 | 28     | 22 | 7  | 2  | 3  | 10 | 35 | 44 | 1702 | 1762 |
| 9                                                                                                | Conectabalear C. V. Manacor  | 26     | 22 | 8  | 1  | 0  | 13 | 32 | 45 | 1701 | 1774 |
| 10                                                                                               | C. V. Palma                  | 16     | 22 | 4  | 1  | 2  | 15 | 26 | 56 | 1776 | 1968 |
| 11                                                                                               | Textil Santanderina          | 5      | 22 | 1  | 0  | 2  | 19 | 11 | 64 | 1472 | 1827 |
| 12                                                                                               | Rotogal Boiro V.             | 2      | 22 | 0  | 1  | 0  | 21 | 7  | 65 | 1361 | 1764 |
| Fuente: Federación Española de Voleibol: Clasificación de la Superliga; actualización automática |                              |        |    |    |    |    |    |    |    |      |      |

## Playoff
|  | Cuartos de final | Cuartos de final             | Cuartos de final | Cuartos de final       | Cuartos de final |   |                       | Semifinal | Semifinal | Semifinal | Semifinal | Semifinal |  |   | Final                 | Final | Final | Final | Final |  |
|  |                  |                              |                  |                        |                  |   |                       |           |           |           |           |           |  |   |                       |       |       |       |       |  |
|  |                  |                              |                  |                        |                  |   |                       |           |           |           |           |           |  |   |                       |       |       |       |       |  |
|  | 1                | CV Guaguas Las Palmas        | 3                | 3                      |                  |   |                       |           |           |           |           |           |  |   |                       |       |       |       |       |  |
|  | 1                | CV Guaguas Las Palmas        | 3                | 3                      |                  |   |                       |           |           |           |           |           |  |   |                       |       |       |       |       |  |
|  | 8                | Arenal Emevé                 | 0                | 1                      |                  |   |                       |           |           |           |           |           |  |   |                       |       |       |       |       |  |
|  | 8                | Arenal Emevé                 | 0                | 1                      |                  | 1 | CV Guaguas Las Palmas | 3         | 3         |           |           |           |  |   |                       |       |       |       |       |  |
|  |                  |                              |                  |                        |                  | 1 | CV Guaguas Las Palmas | 3         | 3         |           |           |           |  |   |                       |       |       |       |       |  |
|  |                  |                              | 4                | Melilla Sport Capital  | 0                | 0 |                       |           |           |           |           |           |  |   |                       |       |       |       |       |  |
|  | 4                | Melilla Sport Capital        | 4                | Melilla Sport Capital  | 0                | 0 | 1                     | 3         | 3         |           |           |           |  |   |                       |       |       |       |       |  |
|  | 4                | Melilla Sport Capital        |                  |                        |                  |   |                       |           |           |           |           |           |  |   |                       |       |       |       |       |  |
|  | 5                | Léleman Conqueridor Valencia | 3                | 0                      | 1                |   |                       |           |           |           |           |           |  |   |                       |       |       |       |       |  |
|  | 5                | Léleman Conqueridor Valencia | 3                | 0                      | 1                |   |                       |           |           |           |           |           |  | 1 | CV Guaguas Las Palmas | 3     | 3     | 3     |       |  |
|  |                  |                              |                  |                        |                  |   |                       |           |           |           |           |           |  | 1 | CV Guaguas Las Palmas | 3     | 3     | 3     |       |  |
|  |                  |                              | 2                | Río Duero Soria        | 0                | 1 | 1                     |           |           |           |           |           |  |   |                       |       |       |       |       |  |
|  | 2                | Río Duero Soria              | 2                | Río Duero Soria        | 0                | 1 | 1                     | 3         | 3         |           |           |           |  |   |                       |       |       |       |       |  |
|  | 2                | Río Duero Soria              |                  |                        |                  |   |                       |           |           |           |           |           |  |   |                       |       |       |       |       |  |
|  | 7                | Barça Voleibol               | 1                | 0                      |                  |   |                       |           |           |           |           |           |  |   |                       |       |       |       |       |  |
|  | 7                | Barça Voleibol               | 1                | 0                      |                  | 2 | Río Duero Soria       | 2         | 3         | 3         |           |           |  |   |                       |       |       |       |       |  |
|  |                  |                              |                  |                        |                  | 2 | Río Duero Soria       | 2         | 3         | 3         |           |           |  |   |                       |       |       |       |       |  |
|  |                  |                              | 3                | Pamesa Teruel Voleibol | 3                | 1 | 1                     |           |           |           |           |           |  |   |                       |       |       |       |       |  |
|  | 3                | Pamesa Teruel Voleibol       | 3                | Pamesa Teruel Voleibol | 3                | 1 | 1                     | 2         | 3         | 3         |           |           |  |   |                       |       |       |       |       |  |
|  | 3                | Pamesa Teruel Voleibol       |                  |                        |                  |   |                       |           |           | 3         |           |           |  |   |                       |       |       |       |       |  |
|  | 6                | Unicaja Costa de Almería     | 3                | 1                      | 2                |   |                       |           |           |           |           |           |  |   |                       |       |       |       |       |  |
|  | 6                | Unicaja Costa de Almería     | 3                | 1                      | 2                |   |                       |           |           |           |           |           |  |   |                       |       |       |       |       |  |
|  |                  |                              |                  |                        |                  |   |                       |           |           |           |           |           |  |   |                       |       |       |       |       |  |